# Parry Sound
Parry Sound è una città del Canada, sita in Ontario sull'omonima baia del lago Huron. È il capoluogo del distretto di Parry Sound. Possiede una popolazione di nativi americani, che sono raggruppati in numerose riserve attorno alla città.

## Storia
La città fu fondata negli anni 1850, battezzata in onore dell'esploratore William Edward Parry. Per alcuni anni si amministrò in maniera autonoma sotto l'egida della influente famiglia Beatty, applicando persino il proibizionismo e battendo una propria valuta; fu infine ufficialmente accorpata al Canada nel 1887. Da allora Parry Sound si espanse rapidamente per l'aumento del commercio sui Grandi Laghi, che la resero uno dei principali porti lacustri nordamericani. Per alcuni anni subì la competizione di una vicina città rivale, Depot Harbour, ma alla fine fu Parry Sound a prevalere nell'economia locale. Nel XIX secolo furono istituite presso Parry Sound numerose riserve per segregarvi i locali nativi americani Ojibway, le principali delle quali erano e rimangono Shawanga e Wasauksing (ex-riserva di Parry Island).
Durante la prima e la seconda guerra mondiale la popolazione della città aumentò drasticamente per l'afflusso di lavoratori assunti nelle locali fabbriche di munizioni ed esplosivi. Per decenni l'industria del legname è stata la principale di Parry Sound, ma nel XXI secolo sta prevalendo il turismo, e l'area di Parry Sound è divenuta un popolare luogo di villeggiatura.